# Ювеноиды
Ювеноиды — синтетические аналоги ювенильных гормонов насекомых, регулирующих их постадийное развитие. Ювенильные гормоны присутствуют в организме насекомого на стадии личинки, но практически отсутствуют во время метаморфоза во взрослое насекомое. Искусственное внесение ювеноидов в этот период приводит к появлению уродливых нежизнеспособных форм с признаками личинки и взрослого насекомого. Благодаря этим свойствам ювеноиды используются для борьбы с насекомыми, у которых вредоносными являются взрослые особи.
Преимуществом ювеноидов является большая избирательность — есть ювеноиды, которые действуют только на отдельный таксон насекомых, например феноксикарб действует на чешуекрылых, но безопасен для пчел и других полезных насекомых. Кроме того, ювеноиды менее опасны для человека и теплокровных животных, чем большинство других инсектицидов.